# カステッレット・チェルヴォ
カステッレット・チェルヴォ（伊: Castelletto Cervo）は、イタリア共和国ピエモンテ州ビエッラ県にある、人口約800人の基礎自治体（コムーネ）。

## 地理

### 位置・広がり
| 隣接するコムーネは以下の通り。括弧内のVCはヴェルチェッリ県所属を示す。 - ブロンツォ (VC) - ジッフレンガ - レッソーナ - マッセラーノ - モッタルチャータ |

## 行政

### 分離集落
カステッレット・チェルヴォには、以下の分離集落（フラツィオーネ）がある。
Bernardo, Bozzo, Cagna, Cà Giamaria, Chiesa, Cà Nova, Crava, Fiorio, Gallo, Garella, Isola, Molino, Morello, Palazzina, Rosso, Sarto, Terzoglio, Valle, Villa